# Wang Liangyao
Wang Liangyao (* 15. August 2003) ist eine chinesische Skispringerin.

## Werdegang
Wang Liangyao startete erstmals auf internationaler Ebene im Rahmen zweier Wettbewerbe des FIS-Cups am 5. und 6. Oktober 2019 in Villach, wo sie den 30. und 28. Platz belegte. Seitdem folgen weitere Wettbewerbsteilnahmen im FIS-Cup; die beiden darauffolgenden Wettbewerbe am 25. und 26. Januar 2020 in Rastbüchl gewann sie. Wang startete am 17. Juli 2021 in Kuopio erstmals bei zwei Wettbewerben im Continental Cup; hierbei belegte sie die Platzierungen 17 und 15. Im darauffolgenden Monat erreichte sie mit einem zweiten Platz beim Wettbewerb in Râșnov am 21. August 2021 erstmals eine Podestplatzierung im Continental Cup. Am 15. August 2021 debütierte Wang in Frenštát pod Radhoštěm im Sommer-Grand-Prix, wo sie den 26. Platz belegte und damit erste Grand-Prix-Punkte erlangte.

## Statistik

### Grand-Prix-Platzierungen
| Saison | Platz | Punkte |
| ------ | ----- | ------ |
| 2021   | 51.   | 006    |

### Continental-Cup-Platzierungen
| Saison  | Sommer | Sommer | Winter | Winter | Gesamt | Gesamt |
| Saison  | Platz  | Punkte | Platz  | Punkte | Platz  | Punkte |
| ------- | ------ | ------ | ------ | ------ | ------ | ------ |
| 2021/22 | 07.    | 160    |        |        |        |        |